# Ярославське князівство
Ярославське князівство — руське князівство з центром у місті Ярославлі. Існувало в 1218—1463 роках (номінально до 1471). Удільне князівство в складі Великого князівства Владимирського до середини XIV століття, потім велике князівство.

## Історія
Ярославське князівство виділилось з Ростовського після розподілу уділів між синами великого князя владимирського, Костянтина Всеволодовича. Волость, до якої входили землі по обох берегах Волги біля Ярославля дістались Всеволоду Костянтиновичу. Він правив до своєї смерті в битві проти монголів на річці Сіті у 1238 р.

### Після монгольської навали
Після Всеволода послідовно правили його сини Василь та Костянтин. Останній загинув у 1257 р. не залишивши нащадків чоловічої статі. Престол перейшов до малолітньої дочки Костянтина, Анастасії, при неформальному регентстві її матері Ксенії. У 1261 році Анастасія вийшла заміж за Федора Ростиславича Чорного, сина смоленського князя. Після смерті Анастасії в 1294 році її чоловік отримав ханського ярлика на Ярославль, і управління князівством повністю переходить до нього. Федору доводилося часто бувати в Золотій Орді, брати участь в монгольських походах; другим шлюбом він був одружений з ханською дочкою (у хрещенні — Анна). Від цього шлюбу походить друга династія князів Ярославля. У 1278 році в князівстві був мор невідомої смертельної хвороби, а в 1298 — посуха і голод. 

### Під владою потомків Федора Чорного
Після смерті Федора Ростиславича Чорного з 1299 по 1321 в князівстві правив син Федора і Анни — Давид в співправительстві з братом Костянтином. Давид помер в 1321 р., залишивши двох синів — Василя і Михайла. За часів цих князів відбувся перший розділ Ярославського князівства: Василь Давидович Грізні Очі сидів на столі в Ярославлі, а Михайло отримав уділ в Молозі. Літописні зводи неодноразово повідомляють про князювання Василя в Ярославлі, причому підкреслюють його головне становище. Так, тільки Василь Давидович, єдиний з ярославських князів, їздив в 1340 р. в Орду, ймовірно, для отримання там ханського ярлика на своє князівство. Взимку 1340/41 р. він взяв участь у княжому з'їзді в Москві і в поході на Торжок. Саме за Василя видав свою дочку Євдокію Іван Калита, що зайвий раз свідчить про верховенство старшого сина Давида Федоровича в Ярославському князівстві.
Що ж до молодшого брата Василя, Михайла, то перша літописна згадка про нього під 1340 р. характеризує його не як Моложського князя, а як намісника великого князя Симеона Гордого в Торжку. Мабуть, до своєї смерті в 1345 р. Василь Давидович не мав влади в Ярославському князівстві, і воно залишалося єдиним. Ця єдність не порушувалося і в наступні роки. У всякому разі під 1361 літопис називає лише одного ярославського князя, котрий вирушив за ярликом до хана Хізра (Хідирь російських джерел) — Михайла, причому йому дано визначення «Ярославський». Мова, очевидно, повинна йти про Михайла Давидовича, прізвисько якого говорить за те, що саме він успадкував владу.

### Останні князі
Розпад Ярославського князівства на уділи почався між 1361 і 1375 рр., коли літописи згадують сина Михайла Давидовича як Моложского князя, а синів Василя Давидовича Василя і Романа — як ярославських князів, які виступали на чолі своїх особливих полків, тобто вже мали свої вотчини.
Василь Васильович правив до 1380 р., командував полком Лівої руки в Куликовській битві. Після його смерті послідовно правили його сини Іван Васильович і Федір Васильович.
Останнім Ярославським князем був Олександр Федорович Брюхатий. В 1463 р. він змушений був продати права на князіння Івану ІІІ, Великому князю Московському. До Ярославля був направлений московський намісник, та князь отримав привілей проживати у місті, де й помер у 1471 р.

## Список Ярославських князів
Династія Юрійовичів
- Всеволод Костянтинович 1210—1238
- Василь Всеволодович  1238—1249
- Константин Всеволодович 1249—255/7

Князівство успадкувала дочка Анастасія Василівна. 1260/1 року вона вийшла заміж за Федора Ростиславича Чорного із Смоленських Ростиславичів
Династія Ростиславичів:
- Федір Ростиславич Чорний 1260/1—1299
- Давид Федорович спільно 1299—1321
- Костянтин Федорович спільно 1299—1321
- Василь Давидович Грізні Очі 1321—1345
- Василь Васильович 1345—1380
- Михайло Давидович спільно 1345—1362
- У Василя Васильовича були брати Гліб і Роман.
- Іван Васильович Большой ?—1426
- Федір Васильович 1426—1434
- Олександр Федорович Брюхатий 1434—1463

Останній князь змушений був передати своє князівство великому князю Московському Івану III.